# Konstanze Röhrs
Konstanze Röhrs (1940) è un'ex sciatrice alpina tedesca che gareggiò per la nazionale tedesca occidentale.

## Biografia
Sciatrice polivalente originaria di Sonthofen, Konstanze Röhrs debuttò in campo internazionale in occasione del Critérium de la première neige 1960 (Val-d'Isère, 16-18 dicembre), dove si classificò 19ª nella discesa libera; tre stagioni dopo fu selezionata per far parte della Squadra Unificata Tedesca ai IX Giochi olimpici invernali di Innsbruck 1964, ma non prese parte a nessuna gara. In ambito internazionale conquistò il miglior piazzamento al Grand Prix du Savoie 1964 (Méribel, 20-22 marzo) in slalom gigante (4ª) e gareggiò per l'ultima volta alla Coppa dei Paesi alpini 1965 (Davos, 9-14 febbraio); ottenne i suoi ultimi risultati agonistici ai Campionati tedeschi 1965, dove vinse la medaglia di bronzo nello slalom speciale. Non prese parte a rassegne olimpiche o iridate.

## Palmarès

### Campionati tedeschi
- 1 bronzo (dati parziali: slalom speciale nel 1965[1])